# Бейкер-Лейк

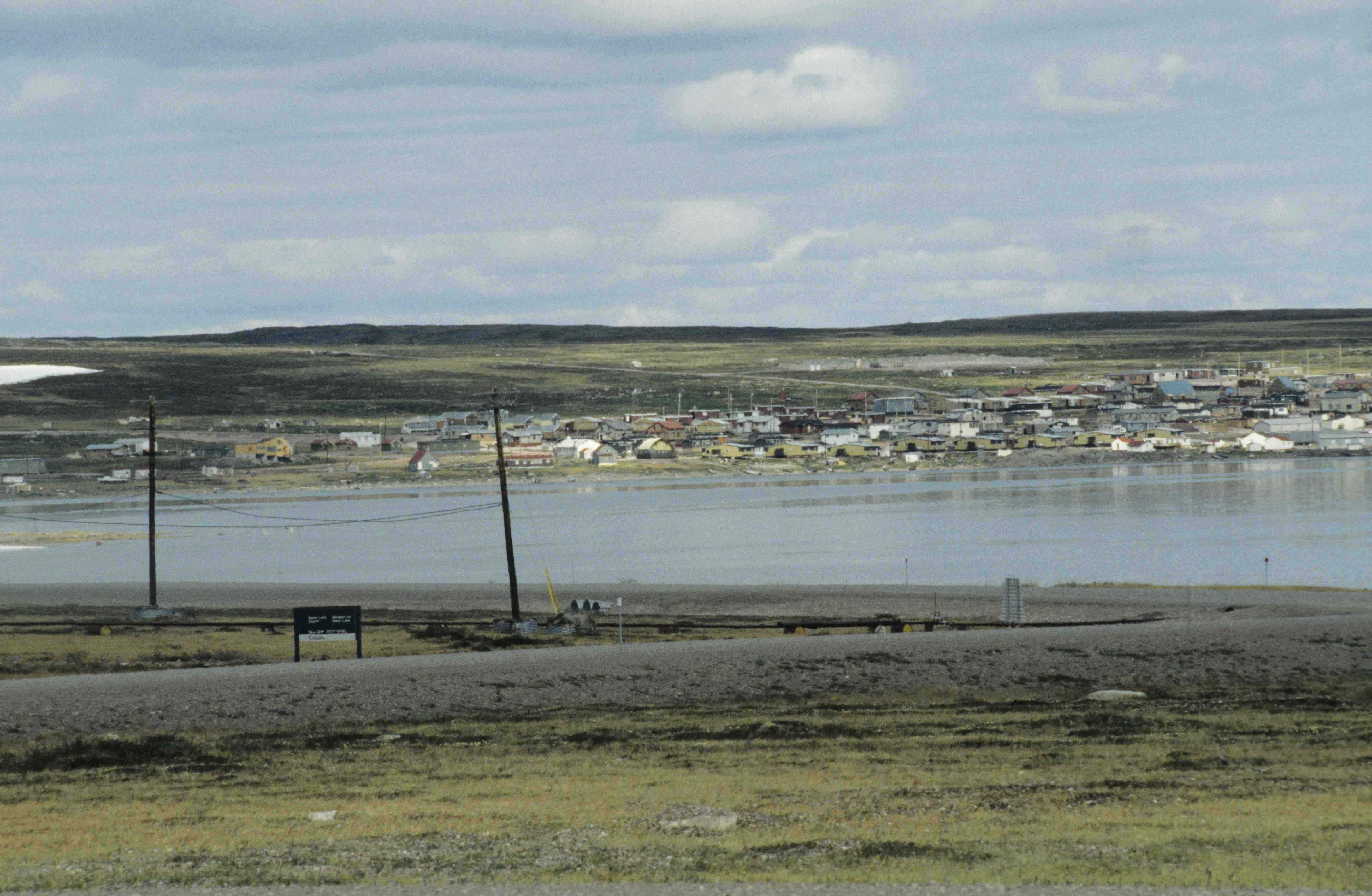
Вид на поселение

Бейкер-Лейк (англ. Baker Lake) — деревня, расположенная на материковый части территории Нунавут, Канада, в устье реки Телон на побережье озера Бейкер в 320 км от Гудзонова залива. Координаты — 64°18′50″ с. ш. 96°01′50″ з. д.. Численность населения — 1,728 (2006).
Эскимосское название деревни — Qamani’tuaq, что переводится на русский язык как «там, где расширяется река». В 1916 году «Компания Гудзонова залива» основала факторию на озере Бейкер, за ними последовали Англиканские миссионеры в 1927 году. До открытия почты в 1930 году здесь действовала в течение 15 лет Королевская Канадская конная полиция. В 1957 году была построена небольшая больница, в 1958 году — местная школа. Населённый пункт обслуживается аэропортом «Бейкер-Лейк», из которого осуществляются полёты в Ранкин-Инлет.
В деревне Бейкер-Лейк живут всемирно известные художники Симон Тукум (Simon Tookoome) и Джесси Онарк (Jessie Oonark).